# 愛の嵐 (映画)
『愛の嵐』（Il Portiere di notte, 英題: The Night Porter）は、1974年のイタリアのドラマ映画。
リリアーナ・カヴァーニが倒錯した愛とエロスを見せる一編。ルキノ・ヴィスコンティが絶賛したと言われる。

## あらすじ
1957年、冬のウィーン。とあるホテルで夜番のフロント係兼ポーターとして働くマクシミリアン（マックス）は、戦時中はナチス親衛隊の将校で、現在は素性を隠してひっそりと暮らしていた。ある日、客としてアメリカから有名なオペラ指揮者が訪れる。マックスはフロントに現れた指揮者の妻を見て困惑する。彼女、ルチアは13年前、マックスが強制収容所で弄んだユダヤ人の少女であったからだ。ルチアもまた驚きの表情を隠せなかった。
ルチアは夫に早くウィーンを発とうと促すものの、出発の直前になって何故か一人で留まることに決める。自らの出身地でもあるウィーンの街をさまよいながら、彼女は強制収容所での異常な体験を追憶していた。収容所に入れられた当初からマックスに目をつけられ、彼の倒錯した性の玩具として扱われたこと。周囲の冷たい視線を浴びながら、着せ替え人形のように順応せざるを得なかったこと―。
一方で、弁護士のクラウスやバレエダンサーのバートら、元ナチ将校の面々がホテルの一室に集まっていた。彼らは戦後のナチ残党狩りを生き延びるために、ナチス時代の所業を互いにもみ消し合い、時には証人の抹殺まで行っていた。そんな彼らの会合の中で、図らずもルチアの存在が取りざたされる。会合を盗み聞きしていた彼女は、身の危険を感じ今すぐ出発することに決めた。
部屋で苛立ちながら荷造りをするルチアのもとに、マックスがやってきた。彼はいきなりルチアを殴りつけ、詰問する。「どうして今さら、目の前に現れたんだ！」しかしマックスは、彼女の腕に残る囚人番号の入れ墨に、思い出したように唇を寄せる。2人は激しくもみ合ううちに、熱い息を吐き、けたたましく笑いながら交わっていた。たちまち13年間の空白は消え、ルチアとマックスは再び倒錯した愛憎の嵐へと叩き落とされたのだ…。

## キャスト
| 役名               | 俳優                               | 日本語吹き替え                                                   | 日本語吹き替え        |
| 役名               | 俳優                               | 日本テレビ版                                                     | VHS無修正ノーカット版 |
| ------------------ | ---------------------------------- | ---------------------------------------------------------------- | --------------------- |
| マクシミリアン     | ダーク・ボガード                   | 土屋嘉男                                                         | 佐古正人              |
| ルチア             | シャーロット・ランプリング         | 新橋耐子                                                         | 塩田朋子              |
| クラウス           | フィリップ・ルロワ                 | 加藤和夫                                                         | 小島敏彦              |
| ハンス             | ガブリエル・フェルゼッティ         | 寺島幹夫                                                         | 村松康雄              |
| アサートン         | マリノ・マッセ                     | 千田光男                                                         | 金尾哲夫              |
| マリオ             | ウーゴ・カルデア                   | 峰恵研                                                           | 水野龍司              |
| シュタイン伯爵夫人 | イザ・ミランダ                     | 加藤道子                                                         |                       |
| ヤコブ             | カイ・ジークフリート・シーフィルド | 石森達幸                                                         |                       |
| 不明 その他        |                                    | 大塚国夫 兼本新吾 細井重之 松村彦次郎 藤本譲 沼波輝枝 中島喜美栄 |                       |
|                    |                                    |                                                                  |                       |
| 演出               |                                    |                                                                  |                       |
| 翻訳               |                                    |                                                                  |                       |
| 効果               | 効果                               | PAG                                                              |                       |
| 調整               |                                    |                                                                  |                       |
| 制作               | 制作                               | ザック・プロモーション                                           |                       |
| 解説               |                                    |                                                                  |                       |
| 初回放送           | 初回放送                           | 1978年2月1日 『水曜ロードショー』                                |                       |

※2016年10月28日発売のブルーレイには、日本テレビ版の日本語吹き替えが収録

## 背景としてのオーストリア現代史
主人公マクシミリアンの人生はオーストリア現代史を体現している。
- オーストリアは1942年の時点で、国民のおよそ10 %にあたる68万8478人がナチ党員であった。その比率はドイツ側の7%を大きく上回る。この数値からオーストリア国民のナチ政策への加担は極めて大きかったことがわかる。彼らの一部は親衛隊に志願し、ユダヤ人の摘発、移送や東方のドイツ占領地域にあった強制収容所管理業務等において重要な役割を果たしていた。ユダヤ人迫害の責任者になったアイヒマン親衛隊中佐はオーストリアで育っている。彼は部下たちの大部分をオーストリア人からリクルートしていた[2]。
- オーストリア人親衛隊将校だったマクシミリアンの配属先は強制収容所だった。戦後、マクシミリアンはカール・マルクス・ホーフ[3]と呼ばれる左翼向け集合住宅に住み、親衛隊員としての過去を隠蔽して暮らしている。この映画に何度も出てくるカール・マルクス・ホーフは、第1次世界大戦後、オーストリア社会民主党がウイーン市政を支配していた時期に建設された社会主義労働者向けの集合住宅であり、赤いウィーンと呼ばれた時代の代表的建築物である。この巨大な集合住宅は映画の背景になっていると同時にオーストリア社会の持つ二重性も示している。映画の舞台になっている1958年は、オーストリアが戦後独立して再出発した頃である。平和を愛する中立国家を看板にしたオーストリア社会民主党とオーストリア国民党の連立政権がスタートしており、ナチス支配下の時代を忘却しようとしている。しかし、実際はこの映画に出てくるように、ナチスに積極的に加担し、戦後社会の片隅で身を潜めて暮らす元親衛隊員たちが大勢いたのである。この映画が製作された1974年の頃はまだオーストリアでは「犠牲者論」が主流で、加害者としてのオーストリアが語られることは少なかった。この映画への反発が公開当時に強かった背景にはこのような事情があった。ナチスに積極的に加担したオーストリアの実像が本格的に語られ始めるのは、1986年のクルト・ヴァルトハイム大統領選出前後からである。
- この映画において、主人公マクシミリアンをはじめとして元ナチ党員たちが孤立せずに、横のつながりを持ちながら生きていることが描かれている。事実、オーストリアの元ナチ党員たちは強固な横の結束を保ち、彼らの利益を代表する政党であるオーストリア自由党を持つに至る[4]。この党は国政選挙においても一定の支持を集め、2006年において17.54%の得票率を得て第3党になっている。隣国ドイツでも極右で且つナチズムと繋がりの深いドイツ国家民主党は存在しているが、オーストリアのように国政選挙において議席を獲得出来る程の支持を集めてはいない。極右はドイツよりもヒトラーの母国であるオーストリアで強い支持を得ている。